# Darkest Hour: A Hearts Of Iron Game
Darkest Hour: A Hearts Of Iron Game, también conocido simplemente como Darkest Hour o DH, es un juego de alta estrategia que usa el motor gráfico Europa Engine de Paradox Interactive. Fue desarrollado por Darkest Hour Team y distribuido por Paradox Interactive el 5 de abril de 2011. Permite al jugador controlar prácticamente cualquier nación entre los años 1914 y 1964, incluyendo sus aspectos políticos, diplomáticos, económicos, tecnológicos, militares y su inteligencia.

## Descripción.
En esencia, se trata de una evolución del videojuego de alta estrategia de Paradox Hearts Of Iron II: Armageddon. Este aspecto se consideró crucial por parte del equipo de desarrollo a la hora de poder pasar fácilmente las modificaciones hechas por la comunidad desde HOI2 a DH. Además, los cambios más importantes realizados a la mecánica del juego fueron añadidos como mods del juego principal:
- Darkest Hour (juego principal): Esta versión se centra en la compatibilidad con Hearts Of Iron II: Armageddon y sus mods. El número de modificaciones en esta versión es el más bajo posible, y las nuevas opciones de juego se encuentran desactivadas o configuradas lo más similar posible a aquellas de HOI2.
- Darkest Hour Light: Esta versión se encuentra disponible como mod. Muestra pocos cambios respecto a HOI2, pero prácticamente todas las nuevas opciones están disponibles.
- Darkest Hour Full: También disponible como mod, esta versión carece de compatibilidad alguna con HOI2. Introduce muchos cambios, destacando el nuevo mapa de juego y el nuevo sistema de investigación tecnológica.

## Sistema de juego.
Darkest Hour Full proporciona diversos escenarios de campaña (donde se puede elegir a cualquiera de las naciones implicadas en ella) o escenarios de batalla (centrados en teatros de operaciones, con sólo unas pocas naciones implicadas en ellos y jugables). Los escenarios de campaña son:
- 1914: La Gran Guerra (comienza el 27 de junio de 1914).
- 1936: El camino hacia otra guerra (comienza el 1 de enero de 1936).

El jugador puede crear divisiones terrestres, alas aéreas y embarcaciones y flotas navales, y combinarlos en cuerpos y ejércitos. También puede designar a los líderes de estas unidades y a los ministros que componen el Gobierno de la nación, así como a los miembros del Alto Mando. El jugador puede declarar la guerra, crear alianzas, y reclamar y anexionar territorios. También puede alterar las políticas sociales y económicas del país mediante controles deslizantes, como por ejemplo el nivel de democratización o de intervención estatal en el mercado. Mover dichos controles se traducirá en una serie de bonificaciones y desventajas, lo que proporciona un amplio margen de decisiones y diferentes estrategias. El desarrollo tecnológico también está dirigido por el jugador. Todo esto sucede a escala global, por lo que el jugador tendrá que interactuar con otras naciones del mundo. El juego puede ser pausado en cualquier momento.
El juego cuenta con un lanzador, que permite al jugador cambiar la configuración del juego (resolución, idioma, etc.), y que cuenta con un menú de mods que el jugador puede jugar.
El parche 1.02, lanzado el 11 de noviembre de 2011, añade cuatro nuevas campañas y nuevas características (por ejemplo, ahora las divisiones de infantería pueden llevar consigo dos brigadas). Los nuevos escenarios son:
- 1933: Día de la decisión (comienza el 4 de marzo de 1933).
- 1940: Europa en llamas (comienza el 10 de mayo de 1940).
- 1941: Despertando al gigante (comienza el 22 de junio de 1941).
- 1942: Enemigo a las puertas (comienza el 22 de noviembre de 1942).

Con el parche 1.04, más escenarios de campaña fueron añadidos:
- 1939: Invasión de Polonia.
- 1943: Invasión Aliada de Sicilia.
- 1944: Desembarco Aliado en Normandía.
- 1945: Batalla de las Ardenas.

Además, dos escenarios de batalla fueron añadidos:
- 1904: Guerra Ruso-Japonesa.
- 1939: Invasión de Polonia (no confundir con el escenario de campaña indicado arriba).

## Mods de la comunidad.
Se ha confirmado que muchos de los mods creados para Hearts Of Iron 2: Armageddon tendrán su versión para Darkest Hour. De entre ellos, los más populares son Kaiserreich (historia alternativa en la que las Potencias Centrales ganaron la Primera Guerra Mundial),  Fallout's Doomsday (ambientado en el universo Fallout) y Mod33 (que amplía el tiempo de juego, comenzando en 1933). Kaiserreich fue lanzado a la par que el juego, y Mod33 apareció el 27 de agosto de 2011.
En septiembre de 2011 se lanzó el mod Arms, Armistice and Revolutions (AAR), que conecta el escenario de 1914 con el escenario clásico de 1933/1936. Hay planes de incluir este mod en Darkest Hour en parches futuros. AAR está concebido como un proyecto abierto a la comunidad, por lo que los jugadores pueden participar libremente en su desarrollo.

## Packs de expansión.
Las expansiones Iron Cross y Arsenal Of Democracy: A Hearts Of Iron Game, para Hearts Of Iron II: Armageddon, también son compatibles con Darkest Hour.

## Desarrollo.
Paradox Interactive anunció por primera vez Darkest Hour el 14 de septiembre de 2010. Fue posible desarrollar este videojuego ya que Paradox licenció el uso de su motor Europa Engine por parte de desarrolladores independientes.